# Cansu Özbay
Cansu Özbay est une joueuse de volley-ball turque née le 17 octobre 1996 à İzmir. Elle mesure 1,82 m et joue au poste de passeuse. Elle totalise 83 sélections en équipe de Turquie.

## Clubs
| Club               | De        | À         |
| ------------------ | --------- | --------- |
| Arkas Spor İzmir   | 2009-2010 | 2013-2014 |
| Beşiktaş İstanbul  | 2014-2015 | 2014-2015 |
| Nilüfer Belediye   | jan 2015  | mai 2015  |
| Beşiktaş İstanbul  | 2015-2016 | 2015-2016 |
| Vakıfbank İstanbul | 2016-2017 | …         |

## Palmarès

### Équipe nationale
- Ligue des nations
  - Finaliste : 2018.
- Championnat d'Europe
  - Finaliste : 2019.

### Clubs
- Ligue des champions
  - Vainqueur: 2017, 2018, 2022, 2023.
- Championnat du monde des clubs
  - Vainqueur : 2017, 2018, 2021.
- Championnat de Turquie
  - Vainqueur : 2018, 2019, 2021, 2022.
- Coupe de Turquie
  - Vainqueur: 2018, 2021, 2022, 2023.
  - Finaliste : 2017.
- Supercoupe de Turquie
  - Vainqueur : 2017, 2021, 2023.
  - Finaliste : 2018, 2019, 2020.

### Distinctions individuelles
- Ligue des nations féminine de volley-ball 2018: Meilleure passeuse.